# Советско-китайский договор о границе

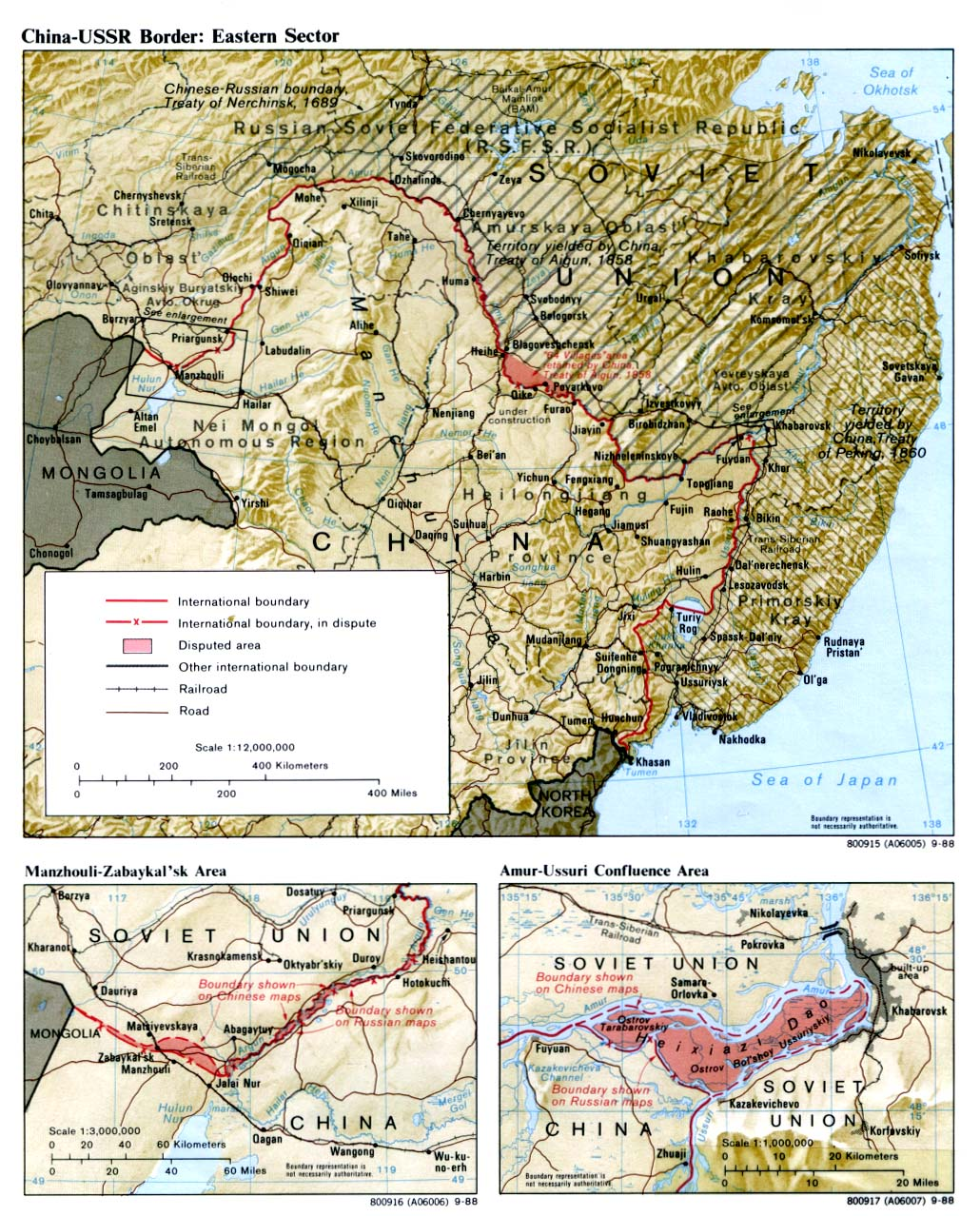
Некоторые участки на реках Амур и Аргунь, оставшиеся не урегулированными договором

«Соглашение между Союзом Советских Социалистических Республик и Китайской Народной Республикой о советско-китайской государственной границе на её Восточной части» (кит. 中华人民共和国和苏维埃社会主义共和国联盟关于中苏国界东段的协定) — соглашение, подписанное министрами иностранных дел СССР и КНР 16 мая 1991 года во время визита в Москву генерального секретаря ЦК КПК Цзян Цзэминя.

## Предыстория
Если в период сразу после основания КНР отношения Китая и СССР были дружескими, то в 1960—1970-х годах наступило их охлаждение. В начале 1980-х годов СССР решил попытаться улучшить свои отношения с Китаем. В феврале 1981 года, выступая на XXVI съезде КПСС, Л. И. Брежнев предложил нормализовать советско-китайские отношения, и вновь повторил своё предложение в ташкентской речи в 1982 году. Консультации заместителей министров иностранных дел принесли свои плоды, и в 1984 году было заключено «Межправительственное соглашение об экономическом сотрудничестве». Выступая во Владивостоке 28 июля 1985 года, М. С. Горбачёв заявил о готовности СССР вывести большую часть советских войск из Монголии и шесть полков из Афганистана к концу 1986 года, а также провести переговоры с Китаем и сократить войска на советско-китайской границе. В сентябре 1988 года М. С. Горбачёв в своей красноярской речи выдвинул предложение о проведении советско-китайской встречи на высшем уровне.
В 1989 году состоялся визит генерального секретаря ЦК КПСС М. С. Горбачёва в Пекин. В ходе переговоров на высшем уровне стороны согласились с целесообразностью активизации переговоров о границе посредством повышения уровня их проведения. 15—19 мая 1991 года генеральный секретарь ЦК КПК Цзян Цзэминь нанёс визит в СССР. В ходе этого визита и был подписан договор о границе.

## Содержание договора
Впервые на основе прежних русско-китайских договоров о границе и в соответствии с нормами современного международного права была уточнена и обозначена линия российско-китайской границы практически на всем протяжении её восточной части (к востоку от Монголии). Соглашение декларировало географическое положение линии границы и предусматривало продолжение переговоров по спорным участкам. Было решено, что естественные изменения, которые могут происходить на пограничных реках, не влекут за собой изменений в положении демаркированной на местности линии советско-китайской государственной границы. Принадлежность островов, появившихся на пограничных реках после демаркации линии границы и появившихся непосредственно на демаркированной линии границы, должно было в будущем определяться путём консультаций между договаривающимися сторонами. В соответствии с соглашением суда различного типа (включая военные) могут беспрепятственно осуществлять плавание из реки Уссури в реку Амур мимо города Хабаровска и обратно, а также китайские суда (под флагом КНР) могут осуществлять плавание по реке Туманная с выходом в море и обратно.

## Вступление договора в силу
Несмотря на распад СССР в 1991 году, договор был важен как для Китая, так и для правопреемницы СССР — Российской Федерации. СССР прекратил своё существование 25 декабря 1991 года, а уже 27 декабря КНР и Российская Федерация установили между собой дипломатические отношения. 13 февраля 1992 года договор был ратифицирован Верховным Советом РФ и Постоянным комитетом Всекитайского собрания народных представителей КНР, и в марте того года, после обмена ратификационными грамотами между министрами иностранных дел обоих государств, официально вступил в силу.
Прохождение границы на оставшихся спорных участках было урегулировано договором 2004 года.